# Liste der Kardinalskreierungen Innozenz’ IV.
Papst Innozenz IV. hat im Verlauf seines Pontifikates (1243–1254) in zwei Konsistorien die Kreierung von 15 Kardinälen vorgenommen.

## Konsistorien

### 28. Mai 1244
- Pietro da Collemezzo, Erzbischof von Rouen – Kardinalbischof von Albano, † 25. Mai 1253
- Wilhelm von Modena, O.Cart. – Kardinalbischof von Sabina, † 31. März 1251
- Odo von Châteauroux, Kanzler des Domkapitels von Paris – Kardinalbischof von Frascati, † 25. Februar 1273
- Pierre de Bar, Dekan von Bar-sur-Aube – Kardinalpriester von S. Marcello, dann (1252) Kardinalbischof von Sabina, † 11. Januar 1253
- Guillaume de Talliante, O.S.B.Clun., Abt des Klosters San Facundo – Kardinalpriester von SS. XII Apostoli, † 1250
- Johannes von Toledo, O.Cist. – Kardinalpriester von S. Lorenzo in Lucina, dann (24. Dezember 1261) Kardinalbischof von Porto e Santa Rufina, † 13. Juli 1275
- Hugo von Saint-Cher, O.P. – Kardinalpriester von S. Sabina (vom 24. Dezember 1261 bis Mai 1262 auch Kardinalbischof von Ostia e Velletri), † 19. März 1263
- Goffredus de Trano – Kardinaldiakon von S. Adriano, † 11. April 1245
- Ottaviano Ubaldini, Prokurator des Erzbistums Bologna – Kardinaldiakon von S. Maria in Via Lata, † März 1273
- Pietro Capocci – Kardinaldiakon von S. Giorgio in Velabro, † 20. Mai 1259
- Giovanni Gaetano Orsini – Kardinaldiakon von S. Nicola in Carcere, dann (25. November 1277) Papst Nikolaus III., † 22. August 1280
- Guglielmo Fieschi, Kardinalnepot – Kardinaldiakon von S. Eustachio, † 27. März 1256

### 1251
- Giacomo da Castell’Arquato, Bischof von Mantua – Kardinalbischof von Porto e Santa Rufina, † 19. November 1253
- István Báncsa, Erzbischof von Esztergom – Kardinalbischof von Palestrina, † 9. Juli 1270
- Ottobono Fieschi, Kardinalnepot, Archidiakon von Reims und Parma – Kardinaldiakon von S. Adriano, dann (13. Juli 1276) Papst Hadrian V., † 18. August 1276